# Zombie taxon

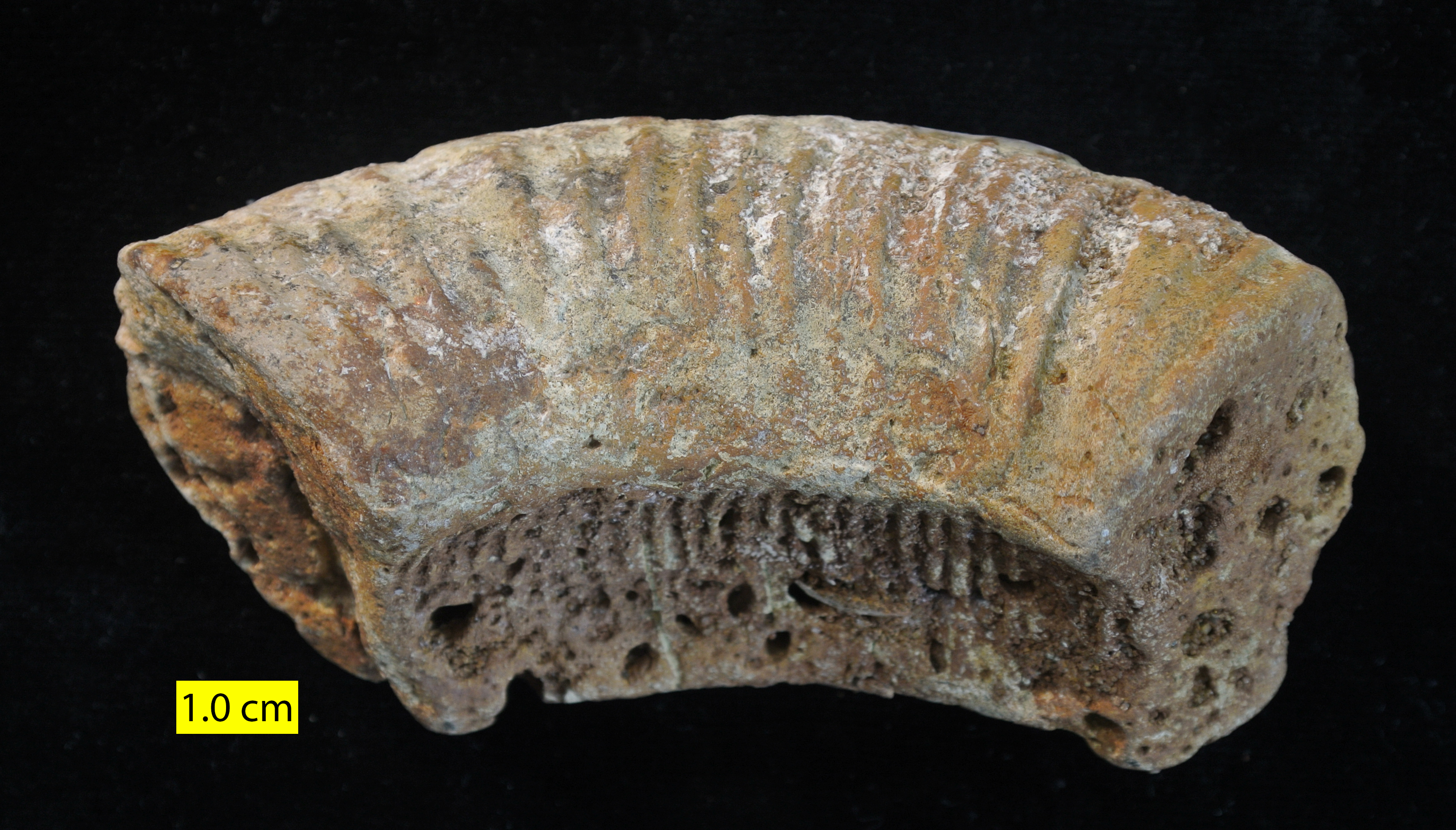
Vnitřní forma jurského amonita, která byla znovu uložená a navrtaná v křídovém sedimentu, jde tedy o zombie taxon; Faringdon Sponge Gravel, Anglie.

Zombie taxon nebo zombie efekt označuje v paleontologii zkamenělinu, která byla vyplavena ze sedimentů a znovu uložena v horninách a nebo sedimentech o miliony let mladších. Základní chyba v interpretaci stáří zkameněliny vedla k jejímu pojmenování,  neboť objevená zkamenělina byla v určitém okamžiku pohyblivá ("chodící"), přestože původní organismus byl již dávno mrtvý. Pokud k tomu dojde, je fosilie označována jako "přepracovaná fosilie" neboli remanié.